# Martin Stauffer
Martin Stauffer (* 7. Juli 1975 in der Schweiz) ist ein ehemaliger Schweizer Leichtathlet, der insgesamt 16 Mal Schweizer Meister im Hochsprung war. Er startete für den LC Zürich und trainierte unter Jean-Marc Muster und Achim Ecke. Er ist 2,05 m gross und wog während seiner aktiven Laufbahn 90 kg. Am 24. November 2005 beendete er seine Karriere.

## Erfolge
| Jahr | Erfolg                                                                     | Disziplin  | Leistung |
| ---- | -------------------------------------------------------------------------- | ---------- | -------- |
| 1994 | 3. Platz Schweizer Juniorenmeisterschaften                                 | Hochsprung |          |
| 1996 | Schweizer Meister                                                          | Hochsprung |          |
| 1996 | Schweizer Hallenmeister                                                    | Hochsprung |          |
| 1996 | Schweizer U23-Meister                                                      | Hochsprung |          |
| 1997 | Schweizer Meister                                                          | Hochsprung |          |
| 1997 | Schweizer Hallenmeister                                                    | Hochsprung |          |
| 1997 | Schweizer U23-Meister                                                      | Hochsprung |          |
| 1998 | Schweizer Meister                                                          | Hochsprung |          |
| 1998 | Schweizer Hallenmeister                                                    | Hochsprung |          |
| 1999 | Schweizer Meister                                                          | Hochsprung |          |
| 1999 | Schweizer Hallenmeister                                                    | Hochsprung |          |
| 2000 | Schweizer Meister                                                          | Hochsprung |          |
| 2000 | Schweizer Hallenmeister                                                    | Hochsprung |          |
| 2000 | Teilnahme Olympische Spiele (in der Qualifikation ausgeschieden)           | Hochsprung |          |
| 2001 | Schweizer Meister                                                          | Hochsprung |          |
| 2001 | Schweizer Hallenmeister                                                    | Hochsprung |          |
| 2002 | Schweizer Hallenmeister                                                    | Hochsprung |          |
| 2002 | Teilnahme Halleneuropameisterschaften (in der Qualifikation ausgeschieden) | Hochsprung | 2,22 m   |
| 2002 | Schweizer Meister                                                          | Hochsprung |          |
| 2002 | Teilnahme Europameisterschaften (in der Qualifikation ausgeschieden)       | Hochsprung | 2,15 m   |
| 2003 | Schweizer Hallenmeister                                                    | Hochsprung |          |
| 2003 | Schweizer Meister                                                          | Hochsprung |          |
| 2003 | Teilnahme Weltmeisterschaften (in der Qualifikation ausgeschieden)         | Hochsprung | 2,25 m   |
| 2004 | Schweizer Vizehallenmeister                                                | Hochsprung |          |
| 2004 | Schweizer Vizemeister                                                      | Hochsprung |          |

## Persönliche Bestleistungen
| Disziplin           | Leistung | Datum            | Ort             |
| ------------------- | -------- | ---------------- | --------------- |
| Hochsprung          | 2,27 m   | 7. Juni 2003     | Herzogenbuchsee |
| Hochsprung (Indoor) | 2,27 m   | 13. Februar 2000 | Magglingen      |

## Leistungsentwicklung
| Jahr | Hochsprung (in Meter) | Hochsprung (Indoor) (in Meter) |
| ---- | --------------------- | ------------------------------ |
| 1993 | 1,89                  | -                              |
| 1994 | 2,01                  | -                              |
| 1995 | verletzt              | verletzt                       |
| 1996 | 2,19                  | 2,12                           |
| 1997 | 2,21                  | 2,15                           |
| 1998 | 2,16                  | 2,18                           |
| 1999 | 2,23                  | 2,22                           |
| 2000 | 2,23                  | 2,27                           |
| 2001 | 2,23                  | 2,24                           |
| 2002 | 2,25                  | 2,23                           |
| 2003 | 2,27                  | 2,25                           |
| 2004 | 2,24                  | 2,20                           |